# 652. pehotni polk (Wehrmacht)
Za druge 652. polke glejte 652. polk.
652. pehotni polk (izvirno nemško Infanterie-Regiment 652) je bil eden izmed pehotnih polkov v sestavi redne nemške kopenske vojske med drugo svetovno vojno.

## Zgodovina
Polk je bil ustanovljen 20. marca 1940 kot polk 9. vala kot Landesschützen-Regiment Oberost ter dodeljen 372. pehotni diviziji.
10. julija 1940 je bil ustanovljen 652. stražni bataljon; nato pa je bil 20. avgusta istega leta polk razpuščen v Friedbergu in osebje dodeljeno Heimatwachu.